# Nicholas Rescher

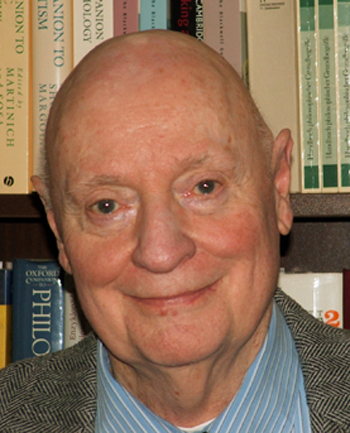
Nicholas Rescher (2011)

Nicholas H. Rescher (* 15. Juli 1928 in Hagen; † 5. Januar 2024) war ein US-amerikanischer Philosoph deutscher Herkunft. Seine Schwerpunkte waren die theoretische Philosophie sowie die Moral- und Sozialphilosophie. Rescher war zudem der prominenteste Vertreter der Kohärenztheorie der Wahrheit und der Prozessphilosophie.
In seinem Werk versuchte Rescher, die analytische Methodik mit traditionellen philosophischen Problemstellungen zu verknüpfen. Sein Werk ist von großer systematischer und historischer Breite gekennzeichnet und vereinigt in sich kohärenztheoretische, pragmatische und idealistische Komponenten. Impulsgebend waren vor allem seine Arbeiten zur Kohärenztheorie der Wahrheit.

## Leben
Reschers Vater praktizierte ab 1922 als Anwalt in Hagen. Nachdem er sich öffentlich gegen das System des Nationalsozialismus ausgesprochen hatte, schlossen die Nationalsozialisten seine Kanzlei, worauf die Familie 1938 in die USA auswanderte. Am 15. Januar 1938 kam sein Vater Erwin an Bord der SS Manhattan von Hamburg kommend in New York City an. Seine Mutter Meta und er kamen zu einem späteren Zeitpunkt im Jahre 1938 nach.
Nach dem Schulabschluss studierte Rescher 1946 bis 1951 zunächst Mathematik und Philosophie am Queens College in Flushing, New York und an der Universität Princeton. Seine Lehrer waren dort unter anderem Herbert G. Bohnert, ein Schüler von Rudolf Carnap, Donald Davidson, Carl Hempel und Alonzo Church.
1949 erwarb er den Bachelor of Science in Mathematik, 1952 erhielt er in Princeton den philosophischen Doktorgrad (Ph. D.). Von 1954 bis 1956 arbeitete er in der Mathematikabteilung der RAND Corporation in Santa Monica.
1957 wurde Rescher auf eine Professur für Philosophie an der Lehigh-Universität in Bethlehem, Pennsylvania berufen. Dort entstanden die Grundlagen seiner ersten bekannten Publikation über die Geschichte der arabischen Logik. Außerdem begegnete er Adolf Grünbaum, der ihm 1961 zu einem Lehrstuhl an der Universität Pittsburgh verhalf, wo er bis zu seiner Emeritierung blieb. Grünbaum und Rescher formten dort den Kern des Pittsburgh’s Philosophy Departments, das bald weltweite Bekanntheit erreichte und dem unter anderem Kurt Baier, Alan R. Anderson, Nuel Belnap und Wilfrid Sellars angehörten.
Im Jahre 1964 gründete Rescher die bekannte philosophische Fachzeitschrift American Philosophical Quarterly, als deren Herausgeber er bis 1993 tätig war.
Er leitete außerdem viele Jahre das 1960 gegründete weltbekannte Center for Philosophy of Science.
Rescher war Präsident der American Philosophical Association, ständiger Gastprofessor in Oxford und lehrte regelmäßig auch an anderen Universitäten. Im Jahre 1977 wurde Rescher zum ständigen Mitglied des Corpus Christi College in Oxford ernannt.
In Deutschland wurde Rescher 1984 mit dem Alexander-von-Humboldt-Preis sowie der Ehrendoktorwürde der Universität Konstanz (Philosophie), 2002 vom Fachbereich Erziehungs-, Sozial- und Geisteswissenschaften der Fernuniversität Hagen mit dem Ehrendoktor und 2011 mit dem Bundesverdienstkreuz 1. Klasse ausgezeichnet. 1998 wurde er als auswärtiges Mitglied in die Academia Europaea aufgenommen. Ab 2006 war er Mitglied der Royal Society of Canada und ab 2009 der American Academy of Arts and Sciences. 2016 wurde ihm die Helmholtz-Medaille der Berlin-Brandenburgischen Akademie der Wissenschaften verliehen.
Er starb im Januar 2024 im Alter von 95 Jahren.

## Werk
Reschers Systemdenken verbindet idealistische Positionen mit pragmatisch-realistischen Überlegungen, wobei es sich der methodischen Standards der Analytischen Philosophie bedient.
In seinen über 100 Buchpublikationen und mehr als 1000 Aufsätzen stützt er sich häufig auf verschiedene klassische Positionen der Philosophie, die er miteinander zu verbinden und in sein philosophisches System zu integrieren versucht.
Rescher hatte sich zunächst vor allem mit speziellen Themen wie der Logik in der arabischen Philosophie auseinandergesetzt. Im Laufe seiner wissenschaftlichen Entwicklung erweiterte sich sein Betätigungsfeld auf die unterschiedlichsten philosophischen und philosophiehistorischen Gebiete.
Anders als die meisten gegenwärtigen Philosophen intendiert Rescher, ein umfassendes System zu konzipieren, welches Antworten auf die „großen Fragen“ der Philosophie gibt wie die „nach der Stellung des Menschen in der Natur, der Willensfreiheit, nach Pflicht und Obliegenheit, Wissen und Unwissen“.

### Systematische und philosophiehistorische Arbeiten
Wie kaum ein anderer Philosoph der Gegenwart hat Rescher fast alle Disziplinen der Philosophie durch seine Publikationen abgedeckt. Ein besonderes Merkmal seiner Arbeiten ist dabei, dass er sich auch mit der philosophiegeschichtlichen Entwicklung der jeweiligen Disziplinen befasst hat. Grundsätzlich sind seine Arbeiten zur systematischen Philosophie und zur Philosophiegeschichte eng miteinander verknüpft. Rescher geht von einer dialektischen Begriffsentwicklung aus, nach der sich Begrifflichkeiten im Verlauf der Philosophiegeschichte ausdifferenzieren. Damit verbunden sei auch eine Weiterentwicklung der philosophischen Fragen und Problemstellungen.
In der Praktischen Philosophie Reschers finden sich Studien zur Ethik, Beiträge zu angewandten Ethik, zur Politischen Philosophie, Sozialphilosophie und Anthropologie. Im theoretischen Bereich verfasste er Studien zur Erkenntnis- und Wissenschaftstheorie, zur Ontologie, Metaphysik, Logik, zur Philosophie des Geistes und zur Sprachphilosophie. Ferner hat Rescher auf den Gebieten der Religionsphilosophie, Technikphilosophie und Metaphilosophie gearbeitet. Er legte außerdem eine Vielzahl von Monographien vor, in denen einzelne Begriffe umfassend untersucht oder besondere Teilthemen einzelner philosophischer Disziplinen ausführlich erörtert werden. Auch Reschers philosophiehistorische Interessen sind breit gefächert. Er befasst sich in seinen Werken intensiv mit der antiken Philosophie, mit Leibniz, Kant, dem Pragmatismus (Peirce) und der Philosophie des Common Sense. Auch Auseinandersetzungen mit wichtigen Gegenwartsphilosophen (z. B. Putnam, Davidson oder Wittgenstein) finden sich in seinen Arbeiten.

## Philosophiehistorische Einflüsse
Rescher ist philosophisch neben seinen der analytischen Philosophie zuzurechnenden akademischen Lehrern vor allem von Kant, Hegel und Peirce in unterschiedlichem Maße sowohl inhaltlich als auch methodisch beeinflusst worden.

### Kant
Einen großen Einfluss übte auf Rescher die in der Kritik der reinen Vernunft entfaltete theoretische Philosophie Kants aus, den Rescher als einen Vorläufer des Pragmatismus versteht.
Kants bevorzugte Mittel der Problemlösung seien begriffliche Unterscheidungen, die er immer wieder in den Rahmen eines systematischen Ansatzes einführt. Die Begriffsbildungen Kants haben für Rescher keine ontologische, sondern eine pragmatische Funktion: sie seien gedankliche Werkzeuge, mit deren Hilfe man der Welt, wie sie für uns Menschen zugänglich ist, erfassen kann.
Grundlegend für Kants Erkenntnistheorie sei die Systematizität des Erkennens, ohne die ein Verstehen nicht möglich ist. Einzelne Phänomene würden nur dann verstehbar, wenn sie unter allgemeine Gesetze gebracht werden können, die wiederum in einen kohärenten Rahmen eingepasst sind.

### Pragmatismus
Nach Rescher ist es das Merkmal des Pragmatismus, dass in ihm Theorien oder Verfahrensweisen nicht um ihrer selbst willen angenommen werden, sondern um bestimmte Ziele erfolgreich zu verfolgen. Der Pragmatismus zerfällt für Rescher in zwei stark divergierende Teilströmungen: einen „linken Pragmatismus“ (pragmatism of the left) und einen „rechten Pragmatismus“ (pragmatism of the right).
Dem „linken Pragmatismus“ (W. James, F.C.S. Schiller und R. Rorty) zufolge seien Wahrheiten menschlich erzeugte und nicht entdeckte Konstrukte. Er akzentuiere soziale Konsense und Konventionen und stehe der Annahme rationaler, allgemeiner und objektiver Standards kritisch gegenüber. Bei epistemischen wie moralischen Standards betone er deren Abhängigkeit von menschlichen bzw. gesellschaftlichen Konventionen.
Der „rechte Pragmatismus“ (Ch.S. Peirce und C.I. Lewis) dagegen, dem Rescher selbst nahesteht, sehe die Wissenschaften als durch Wahrheitssuche geprägt und akzeptiere das Vorhandensein von rationalen, allgemein verbindlichen Normen und objektiven Standards. Diese seien fallibel und können generell anhand ihrer Wirksamkeit hinsichtlich des Erreichens der angestrebten Ziele validiert werden.
Anknüpfend an Peirce versucht Rescher, Standards und Prinzipien auszuarbeiten, mit deren Hilfe Ideen, Theorien und Verfahrensweisen pragmatisch und objektiv bewertet werden können. In Abweichung von Peirce nimmt Rescher jedoch nicht an, dass der wissenschaftliche Prozess sich einer letzten Wahrheit annähert.
Von großer Bedeutung ist für Rescher, dass eine geistesunabhängige Wirklichkeit zu postulieren sei, um die erkenntnistheoretische und naturwissenschaftliche Arbeit angemessen erfassen zu können. Dies sei darin gerechtfertigt, dass der ontologische Realismus sich pragmatisch bewährt habe. Nur mit seiner Hilfe sei eine Unterscheidung zwischen Wahrheit und Falschheit, Realität und Erscheinung möglich. Er schaffe erst die Basis für die intersubjektive Kommunikation über etwas, das man gemeinsam erforschen und erfahren kann.

### Hegel
Reschers Idee der historischen Entwicklung philosophischer Theorien ist stark durch das dialektische Denken G.W.F. Hegels mitgeprägt.
Rescher versteht die dialektische Methode als ein allgemeines Verfahren zur Gewinnung von Erkenntnissen. Sie beginne bei einem Startpunkt („input“) – z. B. in Form einer plausiblen Annahme –, dem eine Antwort („response“) entgegenstehe. Diese sorge für eine Transformation bzw. Revision der ursprünglichen Annahmen, die dann – in einem iterierbaren Prozess – wieder als Startpunkt weiterer Untersuchungen dienen könne.
Das dialektische Vorgehen lässt sich für Rescher charakterisieren als „kreative Innovation, deren Ergebnis nicht vorhersehbar ist“. Entsprechend lasse sich die bisherige philosophiehistorische Entwicklung als dialektische beschreiben, aber keine zuverlässige Prognose der künftigen philosophischen Fortentwicklung abgeben. Anders als für Hegel ist für Rescher der dialektische Prozess grundsätzlich unabschließbar und seine künftige Entwicklung inhaltlich unbestimmt. In Dialectics unterscheidet Rescher eine Reihe von Anwendungsfeldern der Dialektik, denen er jeweils eigene Kapitel widmet („Disputational Dialectic“, „Cognitive Dialectic“, „Methodological Dialectic“, „Ontological Dialectic“, „Philosophical Dialectic“). Gemeinsam sei diesen verschiedenen Dialektiken ihre Form bzw. Struktur, die sich in den verschiedenen Anwendungsbereichen nur unterschiedlich auspräge.

### Analytische Philosophie
Reschers Denken wurde durch die Analytische Philosophie vornehmlich in formaler Hinsicht beeinflusst; sie hat nach seiner Auffassung einen „Werkzeugkasten“ mit methodischen und begrifflichen Hilfsmitteln und eine Reihe wichtiger begrifflicher Unterscheidungen hinterlassen.
Inhaltlich moniert Rescher an der Analytischen Philosophie neben diversen Reduktionismen vor allem ihre Neigung, sich nur noch auf die Klärung von Detailfragen zu konzentrieren. Es fehle ihr ein systematisches Angehen der „großen Fragen“ der Philosophie.

## Philosophisches System

### Grundzüge des philosophischen Systems

#### Systemdenken
Rescher steuert mit seinem umfassenden philosophischen Systementwurf die Lösung der traditionellen Probleme der Philosophie an. In der Philosophie der Gegenwart sieht er das Problem in der weit fortgeschrittenen Spezialisierung der philosophischen Fächer, bei der der für die Philosophie wesentliche Blick aufs Ganze aus dem Blick gerate. Rescher hebt dagegen die Bedeutung des ganzheitlichen, systematischen Philosophierens hervor, das insbesondere in den idealistischen Konzeptionen zu finden sei.
Als wichtige Parameter für ein philosophisches System nennt Rescher „simplicity, regularity, uniformity, comprehensiveness, cohesiveness, unity, harmony, economy“ sowie „wholeness“, „self-sufficiency“, „consonance“ und „mutual supportiveness“. Diese Parameter seien nicht nur regulative Prinzipien, sondern drücken auch eine interne Systematizität der Welt selbst aus.
Rescher will darüber hinaus die Disziplinen der theoretischen und der praktischen Philosophie miteinander verbinden, da diese nicht als völlig isoliert voneinander betrachtet werden können. So habe zum Beispiel die Einnahme bestimmter erkenntnistheoretischer Positionen Einfluss auf die möglichen moralphilosophischen Optionen.

#### Theorie der Philosophiegeschichte
Die vielen im Laufe der Philosophiegeschichte vertretenen Positionen basieren nach Rescher auf einander widersprechenden Annahmen, die er als „aporetische Cluster“ bezeichnet. Eine Aporie ist dabei nach seinem Verständnis eine Gruppe von Behauptungen, die für sich betrachtet plausibel, zusammen mit anderen aber inkohärent ist („An apory is a group of contentions that are individually plausible but collectively inconsistent“).
Die philosophischen Positionen verändern sich Rescher zufolge in ihrer Entwicklung vermittels „wechselseitiger Interaktion“ der Philosophen immer weiter. Dabei werden in diesem Prozess die ursprünglichen Ausgangsthesen immer näher bestimmt und begrifflich ausdifferenziert, um die aporetischen Cluster aufzulösen.
Rescher vergleicht dieses Schema mit dem Hegelschen Aufstieg in der Dialektik.
Differenzierungsvorgänge führen zwar die Philosophiegeschichte weiter, tragen aber allenfalls zu kurzzeitigen Konfliktlösungen bei. Eine Entwicklung zu einer stabilen konsistenten Theorie sei nicht zu erwarten, weil im weiteren Fortgang immer wieder neue Aporien zutage treten, die wiederum einer eigenen Auflösung bedürfen. Der Verlauf dieses Prozesses sei nicht vorhersagbar; es bleibe offen, welche künftigen Aporien sich ergeben und wie sie gelöst werden.

#### Metaphilosophie
Die Philosophie ist für Rescher ein für den Menschen unverzichtbares Unterfangen, um sich in der Welt adäquat orientieren zu können. Ihr Ziel sei die Entwicklung einer möglichst umfassenden, widerspruchsfreien und kohärenten Gesamttheorie („what we want is a coherent story that makes sense overall, a global narrative“), die die großen philosophischen Fragen, insbesondere die auf Gründe zielenden „Warum“-Fragen, zu beantworten habe.
Da die Philosophie immer an bestehende, fallible Daten oder Überlegungen anknüpfe, gebe es keine selbstevidenten Grundlagen, von denen ausgehend ein System geschaffen werden könnte. Rescher lehnt daher jeglichen erkenntnistheoretischen Fundamentalismus („foundationalism“) ab. Als alternatives Wahrheitskriterium bleibe nur die Kohärenz – zumal die Philosophie trotz der Einteilung in etliche Disziplinen ein zusammenhängendes Ganzes ausmache. Rescher plädiert insofern im Rahmen seiner Metaphilosophie für ein holistisches Theorienmodell, welches keine vermeintlich selbstevidenten Grundlagen braucht, sondern lediglich erste plausible Grundannahmen bzw. Daten. Ihre Rechtfertigung erhalten diese im Nachhinein genau dann, wenn sich ihre Annahme im Erkenntnisprozess als nützlich erweist bzw. pragmatisch bewährt.

##### Leitlinien des Philosophierens
Um zu philosophischem Wissen gelangen zu können, müssen nach Rescher neben den obersten Metaprinzipien der Konsistenz und Kohärenz eine Reihe von Leitlinien befolgt werden:
- keine Erklärungswege methodisch zu verschließen
- deutlich zu machen, was behauptet und was ausgeschlossen wird
- Themen („topics“) zu identifizieren
- alle Annahmen zu begründen
- das Augenmerk auf das schwächste Begründungs-Glied einer Kette zu richten
- die am wenigsten inakzeptable Annahme zu wählen
- Unklares nicht durch Unklareres zu erklären
- keine unnötigen Entitäten einzuführen

Zu diesen Regeln kommen allgemeine Regeln wissenschaftlicher Arbeit wie Klarheit, Vermeidung von Äquivokationen, Ehrlichkeit, Sorgfältigkeit, Offenheit des Geistes, die Suche nach Allgemeinem.
Eine Theorie T1 erweist sich für Rescher dann unter folgenden Bedingungen als vorzugswürdig gegenüber einer Theorie T2:
- T1 weist ein breiteres Fragenspektrum als T2 auf
- T1 ist kohärenter und weniger mit Anomalien durchsetzt als T2
- T1 weist gegenüber T2 eine geringere Komplexität auf
- die Prinzipien von T1 sind besser mit Gründen abgesichert als die von T2
- T1 passt besser mit dem vortheoretischen Wissen zusammen als T2
- T1 ist mit dem sozialen Leben in höherem Maße verträglich als T2.[32]

##### Daten des philosophischen Wissens
Wichtige Quellen oder Daten des philosophischen Wissens sind Rescher zufolge Überzeugungen des Common Sense, wissenschaftliche Ergebnisse, Traditionen und Lehren aus der Geschichte. Sie haben den anfänglichen Status plausibler Daten, sind aber – schon wegen ihrer internen Inkonsistenzen – nicht alle zugleich zu akzeptieren und können nur teilweise in ein konsistentes philosophisches System Eingang finden.
Die diesen vorgefundenen Quellen entstammenden Vorannahmen (Präsumtionen, „presumptions“) spielen insbesondere in der Sprachphilosophie, Erkenntnistheorie und Wissenschaftstheorie aus pragmatischen Gründen eine große Rolle. Rescher betrachtet sie als anfängliche plausible Wahrheitskandidaten im Zuge des Versuchs, Erkenntnisse zu gewinnen. Präsumtionen dürfen aber nur provisorisch akzeptiert werden; spricht später etwas gegen sie, sind sie aufzugeben. Rescher vergleicht sie mit Angeklagten, die nicht verurteilt sind: sie gelten so lange als unschuldig, bis sie für schuldig befunden werden. Präsumtionen werden analog als wahr betrachtet, solange nicht Gegenteiliges festgestellt worden ist.

##### Umgang mit der philosophischen Tradition
Der angemessene Umgang mit Theorien und Texten aus der philosophischen Tradition ist für Rescher von großer Bedeutung. Beim Erarbeiten von Lösungen für philosophische Probleme könne auf frühere Lösungsansätze und die in ihnen verwendete Begrifflichkeit zurückgegriffen werden, wie es in der Philosophiegeschichte auch sehr häufig praktiziert wurde. Verschiedene Interpretationen eines Textes sind nach Reschers Ansicht nicht per se gleichermaßen akzeptabel, auch wenn es mehrere gültige Interpretationen eines Textes geben könne (wie zum Beispiel der Bibel oder der Dialoge Platons).
Unverzichtbar ist für Rescher ein wohlwollendes Interpretieren des Textes gemäß dem „principle of interpretative charity“: es soll versucht werden, die Kohärenzen im Werk eines Autors zu maximieren und von den vielen denkbaren Interpretationen zur plausibelsten Interpretation zu gelangen. Zu berücksichtigen sei dabei unter Umständen nicht nur der Text selbst, sondern der gesamte Textkorpus eines Philosophen.
Gleichwohl könne auch die wohlwollende Interpretation von Texten an Grenzen stoßen, wenn diese den philosophischen Standards nicht genügen. Dies sei der Fall bei logisch-begrifflichen Inkonsistenzen, Inkonsistenzen mit anderen Äußerungen des Verfassers, Widersprüchen zu naturwissenschaftlichen Erkenntnissen oder unbegründeten Verletzungen des Common Sense.    
Der beste Weg zur Ausräumung von Inkonsistenzen sei die Modifikation bzw. Ausdifferenzierung von Thesen. Diese führe allerdings zu einer wachsenden „sophistication in conceptual machinery“ und einer andauernden Problemverschiebung. Trotz der angestrebten Einfachheit werden nach Rescher philosophische Theorien daher zunehmend komplexer.

#### Theorie der Rationalität und Objektivität
Für Rescher definiert sich Rationalität grundsätzlich über die Fähigkeit, Probleme zu lösen („von der eigenen Intelligenz Gebrauch machen, um herauszubekommen, was in den jeweiligen Umständen am besten zu tun ist“). Er unterscheidet drei Formen der Vernunft, die jeweils mit verschiedenen Entscheidungskontexten zu tun haben:
- die kognitive Vernunft, die Thesen akzeptiert oder ablehnt
- die praktische Vernunft, die sich für Handlungen entscheidet
- die evaluative Vernunft, die Bewertungen vornimmt.

Die Vernunft sei dabei durch eine Hierarchie von Ebenen gekennzeichnet, die vom Allgemeinen absteigt zu konkreten Entscheidungen.
Dass wir uns rational verhalten sollen, lässt sich für Rescher zunächst pragmatisch dadurch begründen, dass rationale Problemlösungen die besten Erfolgschancen haben.
Rescher betont darüber hinaus, dass es nicht sinnvoll sei, außerrationale Gründe für die Rationalität einzufordern: „Die einzigen Gründe, rational zu sein, nach denen zu fragen sinnvoll ist, sind rationale Gründe“. Rationalität stelle insofern einen kreisförmigen Prozess dar: „Die Rechtfertigung der Rationalität muss alles in allem reflexiv und selbstbezüglich sein“.
Rationale Akzeptierbarkeit führt für Rescher einen inhärenten Anspruch auf Universalität mit sich. Es gebe bestimmte Prinzipien, die nicht relativ auf bestimmte Kulturen sind – außer in dem Sinn, dass möglicherweise einzelne Kulturen sie nicht ausgebildet haben.
Anthropologisch gesehen ist für Rescher Rationalität ein Bestandteil der Humanität und Kern der menschlichen Selbstdefinition. Rationales Verhalten sei so eine Pflicht für die Menschen und befördere das „reflexive Glück“ bzw. die Zufriedenheit des Geistes.
In einem engen Zusammenhang mit dem Begriff der Rationalität steht für Rescher der Begriff der Objektivität. Erst die Existenz einer menschheitsübergreifenden Vernunft und allgemeinverbindlicher Standards eröffne die Möglichkeit objektiver Erkenntnisse.
Rescher kritisiert gegenwärtige relativistische Tendenzen, da sie die Begriffe der Wahrheit und des moralisch Richtigen destruieren.
Objektivität beziehe sich einerseits auf eine Objektseite, andererseits auf ein Subjekt, das „impersonal“ entscheiden muss, wenn es „objektiv“ sein will. Es müsse subjektive Faktoren (Vorurteile, Leidenschaften, Loyalität, Bindungen, Gefühle, ideologische oder politische Vormeinungen) vermeiden und sich stattdessen um unpersönliche Standards und standardisierte Resultate bemühen.
Diese Standards objektiver Erkenntnis seien zwar zunächst „unsere“ Standards der Rationalität, was aber nach Rescher nicht heißt, dass man auch einfach fremde Standards (z. B. aus anderen Kulturen oder Lebensformen) heranziehen könnte. Die Geltung unserer Begriffe der Objektivität werde nicht dadurch eingeschränkt, dass sie aus einer Kultur entstammen, da Genese und Geltung strikt zu unterscheiden seien. Andere menschliche Populationen mögen zwar andere Gewohnheiten und Entscheidungsverfahren haben, aber sie haben nach Rescher keine anderen Begriffe von Vernunft oder Objektivität. Würden wir nicht an unseren Standards der Rationalität und Objektivität festhalten und sie gegen andere austauschen, würden wir sie wiederum zu den unseren machen.

### Philosophische Anthropologie

#### Allgemeine Bestimmung des Menschen
Die Aufgabe der philosophischen Anthropologie ist es für Rescher herauszufinden, wie man als Mensch idealerweise sein Leben führt. Der Mensch ist nach Rescher ein Natur- und Geistwesen, welches sich in der Natur bzw. der Welt zurechtfinden muss. Aus diesem Grund sei er gezwungen, Entscheidungen zu treffen („Homo optans“) und dabei Bewertungen vorzunehmen (als „Homo aestimans“ oder „Homo valuens“).
Angesichts der oft komplexen Entscheidungssituationen seien perfekte Lösungen kaum erreichbar. Trotz der Kausalität in der Natur sei der Mensch im Prinzip frei; sofern er rational entscheide, lasse sich aber sein Tun im Prinzip vorhersagen.
Der Mensch ist Rescher zufolge nicht nur Bewohner der realen Welt, sondern auch der Welt der Phantasie und Fiktion („Homo imaginans“). Er könne über die bestehende Welt nachdenken, aber auch über nicht realisierte Möglichkeiten Vermutungen anstellen. Insofern sei er Bürger zweier Welten: der realen Welt und der Welt der Gedanken.
Gleichwohl sei der Mensch in seinen Fähigkeiten beschränkt, weshalb er unvermeidlich Fehler und Irrtümer begehe – sowohl im theoretischen wie im praktischen Bereich. Der Mensch sei aber auch in der Lage, Fehler und Irrtümer zu erkennen, aus ihnen zu lernen und Fortschritte im Wissen zu erzielen.
Rescher zufolge sind dem Menschen diverse Ziele objektiv vorgegeben. Er habe zunächst ein Interesse am Überleben und den dazu benötigten Gütern (Luft, Nahrung, Obdach etc.). Darüber hinaus strebe der Mensch aber auch nach einem zufriedenstellenden Leben. Wichtige Güter dafür sind laut Rescher unter anderem der Selbstrespekt, die Gemeinschaft mit anderen Menschen sowie die Selbstbestimmung über die wichtigsten eigenen Angelegenheiten.

#### Personsein
Rescher nennt im Rahmen seiner anthropologischen Überlegungen sieben Merkmale, die als notwendige und hinreichende Bedingung des Personseins anzunehmen sind:
- Intelligenz
- die Fähigkeit, wertende Affekte zu haben
- Handlungsfähigkeit
- Rationalität bzw. Vernunft
- Selbstverständnis
- Selbstwertgefühl
- die Fähigkeit, andere Menschen als Menschen zu erkennen und anzuerkennen

Die Grundlage dieser Bedingungen ist für Rescher die Freiheit der Person: Personen seien „frei“ in dem Sinn, dass sie jeweils anders hätten handeln können – und bei veränderten Umständen auch anders gehandelt hätten.
Menschliche Personen sind nach Rescher nicht instinktgesteuert und frei von externer Kontrolle. Sie werden in ihren Handlungen intern durch ihre je eigenen Motive und mentalen Zustände bestimmt und sollen auch demgemäß behandelt werden. Personsein ist für Rescher kein naturalistischer, sondern ein sozialer bzw. kultureller Begriff. Zum Personsein gehöre es, sich festzulegen, eigene Wertungen vorzunehmen und ein Bild von sich selbst haben.
Eine wichtige Aufgabe einer jeden Person ist es nach Rescher, ihre Vermögen und Fähigkeiten zu entwickeln, wozu wesentlich gehöre, sich rational zu verhalten. Rescher spricht von einem „ontologischen Imperativ“ zur Selbstverwirklichung („self-realization“). Es komme dabei nicht primär darauf an, sein Glück zu verfolgen, sondern „etwas aus sich zu machen“ und das richtige, angemessene Leben zu wählen. Allerdings sei es ein wesentlicher Faktor des Menschseins, mit verschiedenen Grenzen und Begrenztheiten zurechtkommen zu müssen, da die zur Verfügung stehenden Ressourcen nicht ausreichen, die Menschen zufriedenzustellen. Gleichwohl bestehe das Bedürfnis, diese Grenzen zu überwinden, was wir als Menschen nicht aufgeben können.

#### Glück und Unglück
Als Menschen müssen wir nach Rescher damit zurechtkommen, dass es in unserem Leben so etwas wie „Schicksal“, „Glück“ und „Unglück“ gibt. Schicksalshafte Ereignisse stoßen dem Menschen per Zufall zu und haben Wohltaten oder Verluste zur Folge. Sie liegen jenseits des Bereichs, den ein Mensch kontrollieren kann, fordern ihn aber zu bestimmten Risikovermeidungsstrategien heraus. Angesichts drohender Schicksalsschläge könne der Mensch in verschiedenem Grade optimistisch oder pessimistisch eingestellt sein.
Rescher plädiert für einen Optimismus, weil dieser zum menschlichen Leben gehöre. Für sich und seine Nachfolger solle man ein gewisses Maß an Hoffnung aufrechterhalten, da sonst das Leben inhuman („inhumane“) zu werden drohe.

#### Mensch und Evolution
Rescher sieht den Menschen in zweierlei Hinsicht als Teil einer Evolution. Der Mensch sei zunächst, genetisch betrachtet, ein Produkt der biologischen Evolution. Als solches besetze er eine „ökologische Nische“, die Nische intelligenter Lebewesen. Ein Ergebnis dieser Evolution sei die Entstehung des menschlichen Geistes und Willens. Der Mensch könne insofern als Resultat kausaler, nicht zielgerichteter Entwicklungen angesehen werden. Darüber hinaus habe er aber auch selbst Entwicklungen kultureller Art in Gang gesetzt, die im Unterschied zur biologischen Evolution zielgerichtet ablaufen.

### Philosophie des Geistes
Im Bereich der Philosophie des Geistes hat Rescher vor allem zum Thema „Willensfreiheit“ intensiv gearbeitet.
Willensfreiheit kann nach Rescher dadurch charakterisiert werden, dass man wählen und Entscheidungen treffen kann. Ihm geht es hier um den Aufweis, dass der Mensch grundsätzlich als frei zu betrachten ist und ihm zumindest prinzipiell die Verantwortung für seine Handlungen zukommt.
Um von einer freien Handlung sprechen zu können, müssen nach Rescher drei Bedingungen erfüllt sein:
1. der Akteur bringt seine Entscheidungen selbst vermittels Überlegung („deliberation“) hervor
2. der Handelnde bleibt bis zum Fallen der Entscheidung zugunsten einer Handlung oder deren Unterlassung deren entscheidende Instanz
3. der Handelnde kontrolliert mittels seiner Gedanken sein Tun und das Ergebnis seines Tuns.

Rescher unterscheidet grundsätzlich zwischen metaphysischer („metaphysical freedom“) und moralischer Freiheit. Metaphysische Freiheit bedeutet für Rescher, dass das menschliche Handeln aufgrund externer Kausalstrukturen nicht vollständig bestimmt wird. Sie ist die Voraussetzung moralischer Freiheit, die dem Menschen auch die Freiheit von internen Faktoren (Motivationen) ermöglicht.

#### Kausalität und Willensfreiheit
Rescher sieht keinen Widerspruch zwischen der in der Natur herrschenden Kausalität und der menschlichen Willensfreiheit. Um beide Konzepte miteinander zu versöhnen, trifft Rescher eine Unterscheidung zweier Arten von Vorherbestimmung: „Pre-determination“ und „precedence determination“. Eine „Pre-determination“ läge vor, wenn alle Handlungen und Entscheidungen durch kausale Strukturen im Vorhinein bereits festliegen würden („causally predeterminated“). Diese Art von Vorherbestimmung wäre im Unterschied zur „precedence determination“, die von Rescher vertreten wird, nicht mehr mit der Willensfreiheit vereinbar. Nach dem Konzept der „precedence determination“ ist eine menschliche Handlung durch frühere Entscheidungen erst zu dem Zeitpunkt festgelegt, wo die Entscheidung zu ihr erfolgt ist; zuvor könne der Mensch frei überlegen.

#### Entscheidungen
Entscheidungen sind für Rescher quasi zeitlich punktförmige Ereignisse („temporally punctform, instantaneous occurences“,) die er in Abgrenzung zu zeitlich ausgedehnten Ereignissen („events“) als „eventuations“ bezeichnet. Sie sind Produkte unserer Konstruktion der Natur („descriptive mind-constructs“) und markieren die Anfangs- oder Endpunkte unserer Entscheidungsprozesse.
Entscheidungen sind nicht zeitlich ausgedehnt und unterliegen daher auch nicht den Bedingungen von zeitlich ausgedehnte Ereignissen, die kausal determiniert sind: „Natural causality relates to events not eventuations“. Sie liegen außerhalb kausaler Zusammenhänge, womit sich die Annahmen der Naturkausalität und der menschlichen Willensfreiheit miteinander versöhnen lassen. Entscheidungen werden dabei auf der Grundlage von Motivationen getroffen. Diese stellen aber keine externe Einflussfaktoren, sondern interne Faktoren ohne zwingenden Charakter dar.

#### Motivation und Willensfreiheit
Der freie Wille ist für Rescher nicht zu verwechseln mit völliger Unbestimmtheit. Die Entscheidungen eines Menschen seien vielmehr immer bestimmt von Motiven – Rescher spricht in diesem Zusammenhang von motivationaler Bestimmung („motivational determinism“). Motive sorgen mit dafür, dass eine Entscheidung einem Akteur überhaupt erst zugerechnet werden kann. Dies schließe aber die Freiheit des Akteurs bei der Willensbildung nicht aus, da dieser im Moment der Entscheidung selbst darüber bestimmen kann, durch welche Motive er sich leiten lässt. Zu unterscheiden seien allerdings Einflussfaktoren, die die Willensfreiheit nicht ausschließen (Erziehung, Sitten, sonstige soziale Einflüsse), von denen, die diesen Effekt haben (Hypnose, Gehirnwäsche etc.).

### Erkenntnistheorie

#### Kritik des Skeptizismus
Reschers Erkenntnistheorie stellt einen integralen Bestandteil seines philosophischen Gesamtsystems dar.
Einen zentralen Punkt bildet darin seine Auseinandersetzung mit dem Skeptizismus. Aus Reschers Sicht ergeben sich aus der skeptizistischen Position pragmatisch inakzeptable Konsequenzen. Gleichwohl habe der Skeptizismus darin seine Berechtigung, dass er die Grenzen unseres Wissens aufzeige. Diese bedeutet aus der Sicht Reschers jedoch nicht, dass Wissen generell unerreichbar wäre.
Rescher unterscheidet zwischen faktenbezogenen Aussagen und solchen, die sich – auf einer Meta-Ebene – auf unsere Wahrheitsmaßstäbe beziehen.
Aussagen, die sich auf unsere Wahrheitsmaßstäbe beziehen, können vom Skeptiker nicht mehr sinnvoll bezweifelt werden, da seine Position sonst selbstdestruktiv würde.
Faktenbezogene Aussagen seien zwar grundsätzlich dem skeptischen Zweifel zu Recht ausgesetzt, doch sei eine Generalisierung auch in diesem Fall aus pragmatischen Gründen nicht sinnvoll. Aussagen müssen nicht gegen jeden bloß denkbaren, sondern nur gegen jeden realistischen Einwand gefeit sein. Worauf Sprecher oder Erkenntnissubjekte abzielen, sind Rescher zufolge praktische Gewissheiten, die sich jenseits vernünftiger Zweifel befinden, nicht aber kategorische Gewissheiten jenseits aller möglicher Zweifel. Für den Zweifel sind – Rescher schließt hier an Peirce an – nur reale Irrtumsmöglichkeiten relevant, die aus tatsächlichen Situationen des Forschens oder Erkenntnisgewinns entstammen.
Rescher weist die aus seiner Sicht überzogenen Anforderungen des Skeptizismus hinsichtlich „Exaktheit“ und „Unkorrigierbarkeit“ unseres Wissens zurück.
Notwendig für die Rechtfertigung („justification“) eines Wissensanspruchs sei das Nichtvorhandensein von Gegenevidenzen; Wissenrechtfertigungen seien von strikten Beweisen („demonstrations“) zu unterscheiden und würden im Alltag nicht benötigt.
Ein Satz könne generell dann als gewiss gelten, wenn alles Erdenkliche getan wurde, um ihn zu prüfen und keine weiteren Prüfungen mehr sinnvoll erscheinen – wobei allerdings zwischen dem subjektiven „etwas für gewiss halten“ und dem nicht subjektiven „gewiss sein“ zu unterscheiden sei. Sätze, die heute Wissen ausdrücken, können sich dabei zukünftig durchaus auch als falsch herausstellen.

#### Begriff des Wissens
Am Anfang des Erkenntnisgewinns steht nach Rescher das präsumtive Wissen. Seine Grundsätze sorgen in der Regel für eine hinreichende Verlässlichkeit. Beispiele hierfür sind das Vertrauen in die Sinneswahrnehmung und in die Aussagen anderer Personen und Autoritäten. Präsumtives Wissen könne zunächst nicht diskursiv oder anderweitig gerechtfertigt werden. Es erhalte seine Rechtfertigung im Nachhinein als „retrovalidation“, d. h., es wird aufgrund seines Nutzens retrospektiv positiv gewertet und dadurch gerechtfertigt. Damit könne das präsumtive Wissen ohne ein infallibles Fundament auskommen.
Rescher hält den Standard-Begriff des Wissens als „gerechtfertigte wahre Meinung“ für den alltäglichen Gebrauch für ausreichend. Grundsätzlich können aber die mit dem Wissensbegriff oft verbundenen generellen Aussagen keine ausnahmslose Geltung beanspruchen, sondern nur Gültigkeit dafür, dass es sich in der Regel und unter normalen Umstände so verhält, wie der Satz behauptet. Rescher spricht demgemäß auch von einer „limited rather than strict universality“.
Tatsächlich universale Allaussagen seien angesichts der Komplexität der Daten schwer zu finden – auch wenn es sie gebe.
Rescher verwirft jede Form eines erkenntnistheoretischen Fundamentalismus („foundationalism“), der aus infalliblen, selbstevidenten Grundsätzen alles Wissen deduktiv ableiten möchte. Er präferiert dagegen einen Kohärentismus, der von falliblen Sätzen (Daten) ausgeht, die unter Umständen später revidiert werden können. Diese Sätze sollen in einem „Netz“ miteinander zu Wissen verbunden werden. Wissen ist so nach Rescher nicht dann gerechtfertigt, wenn es – wie im erkenntnistheoretischen Fundamentalismus – „von basalem Wissen abgeleitet“ ist, sondern wenn es „angemessen mit dem übrigen Wissenskorpus verbunden“ ist.

#### Kohärenztheorie der Wahrheit
Reschers Kohärenztheorie ist eine Theorie zur Bestimmung der Kriterien von Wahrheit. Bei der Definition von Wahrheit schließt er sich der Korrespondenztheorie an: Wahrheit meine die Übereinstimmung einer Proposition mit einer Tatsache: „Zu behaupten, ‚P ist wahr‘, heißt behaupten, daß P der Fall ist.“
Rescher unterscheidet zwei Arten von Wahrheitskriterien: garantierende (guaranteeing) und legitimierende (authorizing) Kriterien. Erstere geben vollkommene Sicherheit in Bezug auf das Vorliegen von Wahrheit, während letztere lediglich einen stützenden Charakter haben. Nach Reschers Ansicht genügt es, wenn ein solches Kriterium das Vorliegen von Wahrheit wahrscheinlicher macht. Rescher schränkt dann die Geltung des Kohärenzbegriffs weiter auf die Explikation von Tatsachenaussagen – Rescher spricht von „Daten“ – ein, während für die Wahrheit von logisch-mathematischen Aussagen nach seiner Ansicht pragmatische Kriterien herangezogen werden müssen. Daten sind dabei von vornherein als sprachliche Entitäten konzipiert und nicht als reine Tatsachen. Die Akzeptierbarkeit von Daten wird dabei ebenfalls nach pragmatischen Kriterien gerechtfertigt.
Eine Theorie oder Aussagensystem kann nach Rescher dann als kohärent bezeichnet werden, wenn sie folgende drei Aspekte erfüllt:
- Umfassendheit (comprehensiveness): alle relevanten Sätze werden berücksichtigt; die Theorie ist logisch geschlossen.
- Konsistenz (consistency): die Theorie enthält keine logisch-kontradiktorischen Sätze.
- Zusammengefügtheit (cohesiveness): die Sätze der Theorie werden in ihren Beziehungen bzw. Kontexten zu den anderen Sätzen expliziert; die Beziehungen zwischen den Sätzen sind logisch einwandfrei.

### Wissenschaftstheorie
Im Rahmen seiner vielfältigen Überlegungen zur Wissenschaftstheorie geht es Rescher um Fragestellungen, die mit wissenschaftlichen Methoden, Wissensmöglichkeiten, dem Anwachsen wissenschaftlichen Wissens und etwaigen Grenzen des wissenschaftlichen Wissens zu tun haben.

#### Methodenpragmatismus
Rescher favorisiert einen an Peirce anknüpfenden Methodenpragmatismus. Methoden werden pragmatisch gerechtfertigt durch ihren Erfolg in der Anwendung, dem erfolgreichen Gewinn von Wissen. Das Ziel des methodischen Vorgehens der Wissenschaft ist die Begründung spezieller Wissensansprüche.
Die angewandten Methoden müssen allgemein erfolgreich sein. Sie werden durch das iterierbare Zusammenspiel von Theorie und Praxis getestet. Liegen nach wiederholten Anwendungen ausreichende Ergebnisse vor, kann man nach Rescher die Methoden bewerten und aufgrund der Evaluation Verbesserungen einzuführen versuchen.
Methoden in der Wissenschaft sind interpersonell und öffentlich, womit eine personen- oder gruppenrelative Wahrheit vermieden wird. Die erzielten Erkenntnisse der Wissenschaft sind daher objektiv, bleiben aber – wie die übrigen Erkenntnisse von der Welt – fallibel.

#### Naturwissenschaftlicher Fortschritt
Nach Rescher entwickelt sich der naturwissenschaftliche Fortschritt „in der Hauptsache nicht durch Addition, sondern durch Ausscheidung und Ersetzung“. Die Lehre von der ständigen konvergierenden Wissensakkumulation müsse aufgegeben werden.
Rescher lehnt ein realistisches Modell des wissenschaftlichen Fortschritts ab. Dieser könne nicht als eine immer weitere Annäherung an die Realität definiert werden, da wir damit einen bereits vorhandenen theorieunabhängigen Zugang zur Wirklichkeit voraussetzen würden, den wir nicht haben.
Bei der Frage des wissenschaftlichen Fortschritts sei nicht nur die Natur zu berücksichtigen, sondern auch die Perspektive des Forschers. Wissenschaftliches Vorgehen ist für Rescher ein iterativer Prozess des Stellens von Fragen und des Findens von Antworten, die laufend in das System wissenschaftlicher Kenntnisse zu integrieren sind. Basieren wissenschaftliche Fragestellungen auf Voraussetzungen, die nicht mehr in das aktuelle Wissenskorpus kohärent einzupassen sind, können sie verworfen werden. Mit dem Wissensstand verändere sich der Bereich sinnvoller Fragestellungen; einzelne Fragen, die zu einem Zeitpunkt als „wissenschaftlich“ galten, können später als unwissenschaftlich ausgeschlossen werden.
Fragen können als gelöst angesehen werden, wenn sie entweder beantwortet oder verworfen sind.
Der naturwissenschaftliche Fortschritt hat einen Prozesscharakter: aus bereits gegebenen Antworten entwickeln sich neue Fragen, die wiederum die Suche nach neuen Antworten bestimmen, die ihrerseits zu neuen Fragen führen. Naturwissenschaftlicher Erkenntnisfortschritt kann so für Rescher auf drei Arten erreicht werden:
- es werden neue Antworten auf alte Fragen gegeben
- es werden neue Fragen gestellt
- alte Fragen werden mitsamt ihren Antworten als untauglich verworfen.

Theorien können nach Rescher nur mittels eines theorienexternen Maßstabes miteinander verglichen werden. Der Fortschritt einer Theorie manifestiere sich „durch ihre Überlegenheit in der Anwendung […], d. h. durch die erhöhte Kraft ihrer Voraussagen und Kontrollmöglichkeiten. Der letztlich entscheidende Schiedsrichter einer Theorie ist die Praxis“.

#### Grenzen naturwissenschaftlicher Erkenntnisse
Rescher vertritt in seiner Studie Die Grenzen der Wissenschaft die These, dass der Entwicklung der Naturwissenschaften grundsätzlich keine kognitiven Grenzen gesetzt sind. Zwar sei jede wissenschaftliche Erklärung begrenzt, doch könnten prinzipiell offengebliebene Einzelheiten immer noch geklärt werden. Rescher räumt zwar ein, dass die Welt niemals vollständig beschrieben werden könne, da über jedes Objekt in der Welt eine endlose Zahl von Tatsachen festgestellt werden könnte. Dies bedeute aber nicht, dass nicht jede beliebige einzelne Tatsache Gegenstand der Forschung werden könne. Da zu jedem Zeitpunkt neue Begriffe oder Klassifikationen eingeführt werden können und neue Gesetze formulierbar sind, bleibe die Naturwissenschaft potentiell grenzenlos.
Weiterhin können nach Rescher die künftigen Resultate der Naturwissenschaften nicht vorhergesehen werden. Ihre künftigen Fragen basierten auf ihren bis dahin erzielten Ergebnissen, die für ihre grundsätzliche Unbegrenztheit sprechen.
Rescher sieht aber ökonomische Gründe für eine mögliche Verlangsamung der naturwissenschaftlichen Entwicklung. Vor allem der erhöhte Aufwand, in reifen Wissenschaften Neues zu entdecken, rapide steigende Kosten durch zunehmend teurer werdende Technik und der Mehraufwand bei der Datenbeschaffung in zunehmend spezialisierten Wissenschaften könnten den wissenschaftlichen Fortschritt zum Stillstand bringen.

### Metaphysik
Reschers Beiträge zur Metaphysik enthalten Überlegungen zu grundlegenden Kategorien der Wirklichkeit, zur Naturgesetzlichkeit sowie zum Thema „mögliche Welten“. Den Rahmen seiner Überlegungen bildet eine Prozessontologie, die er als Alternative zu einer Substanzontologie versteht.

#### Realität
Die Existenz einer gemeinsamen Realität der Menschen ist für Rescher eine pragmatische Präsumtion und hat einen apriorischen Status. Sie könne zwar nicht vermittels deduktivem Vorgehen erschlossen werden; gleichwohl lasse sich aber ihre Annahme aufgrund ihrer Erfolge und ihres Nutzens im Nachhinein rechtfertigen.
Reale Dinge sind nach Reschers Überzeugung dadurch ausgezeichnet, dass sie ein „Etwas“ sind und eine gewisse Einheit aufweisen. Sie sind intersubjektiv zugänglich und bestehen einerseits unabhängig vom Geist („mind“), können aber andererseits von ihm erkannt werden. Rescher erklärt eine sehr große Bandbreite von Dingen für existierend, die er unterschiedlichen Kategorien zuordnet. Er unterscheidet unter anderem zwischen physischen Gegenständen der raum-zeitlichen Welt, mathematischen Entitäten, die einem Reich der Quantitäten und Strukturen angehören, Wahrnehmungsgegenständen und -eigenschaften und Begriffen, die er einem Reich der Ideen („realm of ideas“) zuordnet.

#### Kategorien und Begriffsschemata
Kategorien dienen nach Rescher ausschließlich pragmatischen Zwecksetzungen. Sie werden verwendet, um die Wirklichkeit zu erfassen und ihre Teile zu ordnen und bilden zusammen das Begriffsschema einer bestimmten Kultur zu einer bestimmten Zeit.
Rescher nennt als höchste Kategorien unter anderem Substanz, Quantität, Art (Qualität), Eigenschaft, Relation, Zeit und Raum, Ursache, Zweck, Position (Unterordnung bzw. Einordnung), Zusammensetzung, Prozess, Ursache und Funktion.
Gegen Donald Davidson gerichtet vertritt Rescher die These, dass es eine Mehrzahl verschiedener Begriffsschemata geben kann. Differenzen zwischen ihnen seien aufgrund kultureller Unterschiede anzunehmen, da in verschiedenen Kulturen aus verschiedenen Zeiten und an verschiedenen Orten grundlegend verschiedene Erklärungen verwendet wurden. Die divergierenden Begriffsschemata sind dabei für Rescher nicht von gleicher Güte. Sie können in unterschiedlicher Weise Wirklichsbereiche identifizieren und klassifizieren. Dabei können formale Fehler (unpräzise, uneindeutige, unvollständige Kategorien) und inhaltliche Fehler (unanwendbare, triviale oder zwecklose Kategorien) auftreten.
Der Vorgang der Kategorieneinteilung und -bildung ist gemäß Reschers Auffassung nicht beschränkt. Es können dazu verschiedene Kriterien verwendet werden. Kategorien können auf verschiedenen Ebenen der Abstraktion gebildet und immer weiter verbessert werden. Insofern haben Dinge nach Rescher eine unbegrenzte „cognitive depth“. Die wissenschaftliche Forschung könne daher im Prinzip unbegrenzt weitergehen und unser Wissen von der Welt endlos erweitert und verbessert werden.

#### Möglichkeit und Unmöglichkeit
Die Begriffe der Möglichkeit und Unmöglichkeit zählen nach Rescher zu den Kernbegriffen der Metaphysik. Etwas ist für Rescher dann „möglich“, wenn es logisch konsistent und begrifflich kohärent ist. Der Begriff bloß möglicher Objekte („possibilia“) ist für Rescher grundsätzlich sinnvoll. Sie lassen sich als hypothetische Varianten vorhandener „features“ charakterisieren.
Als Beispiel für „possibilia“ untersucht Rescher näher den ontologischen Status fiktionaler Personen. Hier ist es nach seiner Ansicht fraglich, ob man diesen – wie z. B. Peter van Inwagen – einen „quasi-existenziellen“ Status als nicht-existierende Einwohner einer möglichen Welt zusprechen sollte. Rescher votiert entschieden gegen diese Position: Hamlet, der Osterhase und der gegenwärtige König von Frankreich seien nicht real, sondern bloße Gedankenobjekte bzw. Diskussionsgegenstände.
Würden fiktive Gegenstände Teil einer Ontologie, würde diese „uncomfortably large“.
Rescher empfiehlt daher aus pragmatischen Überlegungen die Anwendung von „Ockhams Rasiermesser“ und die Rede von der Existenz im Sinne einer Quasi-Existenz in einer möglichen Welt aufzugeben.
Grundsätzlich abgelehnt wird von Rescher die Vorstellung selbstwidersprüchlicher „impossibilia“ (wie z. B. „kinderlose Eltern“), da sie auf logisch inkonsistenten Begriffsbildungen beruhen und daher unverständlich bleiben.

#### Prozessontologie
Rescher vertritt die Ansicht, dass die grundlegenden Bestandteile der Welt nicht Einzeldinge, sondern Prozesse sind. Nach Rescher liegen grundsätzlich zwei verschiedene Versionen der Prozessontologie vor. In der stärkeren, kausalen Version, die Rescher selbst vertritt, werde behauptet, dass Prozesse ontologisch grundlegend sind und Dinge kausal hervorbringen, wobei Dinge als Erscheinungen von Prozessen zu verstehen seien. Die schwächere, explanatorische Version dagegen sehe Prozesse als explanatorisch vorgängig gegenüber Dingen, so dass man, um ein Ding zu erklären, darauf angewiesen sei, prozessuale Begebenheiten des Dinges einzubeziehen.
Rescher votiert für ein prozess- und gegen ein dingontologisches Verständnis der Wirklichkeit, da jenes in der Lage sei, die Prozesse des Entstehens und der Veränderung von Substanzen angemessen zu klären. Zudem
bieten aus seiner Sicht Dingontologien keinen Vorteil, da Dinge auch in der Begrifflichkeit der Prozessontologie erfasst werden könnten – als Prozesse, die Positionen und Dauer haben.

##### Prozesse und Einzeldinge
Prozesse können Dinge hervorbringen oder Zustände verändern. Sie lassen sich hierarchisieren, d. h. in unter- oder übergeordnete Prozesse einordnen. Die Bandbreite reiche von Prozessen auf der Mikroebene bis hin zu kosmischen Prozessen. Dabei tragen kleinere Veränderungen zu großen Prozessen bei; die jeweils nächstkleinere Stufe könne selbst wieder als Bündel von wiederum kleineren Vorgängen gefasst werden.
Einzeldinge werden von Rescher nach ihrer prozessualen Veränderung und derzeitigen Stabilität klassifiziert. Sie seien Teil kontinuierlicher, offener Prozesse, in denen fließende Vorgänge möglich sind und erhalten ihre Einheit durch die Rolle, die sie in Veränderungsprozessen spielen. Während Prozesse nicht weiter durch anderes zu erklären seien, scheine dies für (materielle) Dinge nicht zu gelten, denn „to be a substance is to act as a substance“.

##### Prozessontologische Interpretation klassischer ontologischer Probleme
Nach Rescher lassen sich eine Reihe klassischer ontologischer Probleme mit Hilfe des prozessontologischen Modells adäquat erklären.
So bestehe die prozessontologische Lösung des Universalienproblems darin, dass Verschiedenes deswegen als dasselbe erscheint (z. B. als eine bestimmte Farbe oder als natürliche Art), da es das Resultat verschiedener Prozesse ist, die mindestens eine Ähnlichkeit aufweisen.
Die Natur lasse sich als eine Vielzahl hierarchisch geordneter verschiedenartiger physikalischer Prozesse interpretieren. Diese haben einen raum-zeitlichen Platz, werden als kausal betrachtet und erscheinen damit als miteinander verbunden. Die Naturgesetze werden von Rescher ihrerseits als prozessual verstanden; sie haben nur eine übergangsweise Stabilität („merely transitory stability“) und können sich im Laufe der kosmologischen Entwicklung verändern.
Mühelos zu integrieren in diese prozessorientierte Ontologie ist nach Rescher sowohl die biologische als auch die kulturelle Evolution. Während Rescher dazu neigt, die biologische Evolution als ungerichtet zu betrachten, sieht er die kulturelle Evolution aufgrund ihrer Prägung durch die kognitiven Einflüsse des Menschen als zielgerichtet an.
Ein bedeutsamer Vorzug der Prozess- gegenüber einer Dingontologie ist nach Rescher, dass mit der Kategorie des Prozesses der Begriff der Person verständlicher werde. Nach Rescher lässt sich der Begriff „Person“ – wie auch die Begriffe des „Ich“ und des „Selbst“ – nicht adäquat als Substanz oder Ding erfassen. Die Person sei vielmehr das Zentrum von Erfahrungen in einem System von Prozessen. Ihre Einheit lasse sich als eine Erzähleinheit auffassen und könne nicht – wie in der Dingontologie – als ein Ding jenseits von Aktivitäten und Erfahrungen begriffen werden.
Der Geist („mind“) ist für Rescher eine Funktionseinheit. Mentale Abläufe hängen zwar vom Körper ab; sie haben aber eine Bedeutungsdimension, die sie nicht auf physische Vorgänge reduzierbar machen.

### Ethik
Neben seinen Beiträgen zur theoretischen Philosophie hat Rescher auch umfassende Studien zur praktischen Philosophie, insbesondere zur Ethik, verfasst. Rescher entwickelt primär eine normative Moralkonzeption, die von ihm durch Überlegungen zu moralischen Werten und Idealen ergänzt wird. Sie ist stark am Begriff der Kohärenz orientiert und wendet sich gegen Skeptizismus, Relativismus und Nihilismus.

#### Der ontologische Imperativ als Grundlage der Moralkonzeption Reschers
Reschers Ethik hat eine ontologische Basis. Für den Menschen gebe es einen „ontologischen Imperativ“, sein Potential nicht verkümmern zu lassen, das Beste aus sich zu machen und bestimmte Werte zu erzeugen. Wer nicht so handle, weise die ihm gemäßen ontologischen Werte zurück und schädige letztlich seinen eigenen Charakter.
Derjenige, der sich diesem Imperativ der Selbstrealisation verweigert, ist nach Reschers Auffassung ein „Soziopath“
und könne nicht mehr unter die Kategorie „Person“ gezählt werden, da zum Personsein das Moralischsein konstitutiv gehöre.
Aus dem ontologischen Imperativ folge für den Menschen zunächst die Pflicht, seine eigene Intelligenz zu nutzen und seine Fähigkeiten auszubilden. Dabei seien auch die Interessen der anderen gebührend zu berücksichtigen, da derjenige, der in der je eigenen Rationalität einen Wert erblickt, dazu verpflichtet sei, in der Rationalität der anderen gleichfalls einen Wert zu sehen. Rescher betont darüber hinaus, dass es auch im Eigeninteresse sei, die Interessen anderer zu beachten, da das menschliche Leben ein gesellschaftliches sei und das allgemeine Beste auch Teil des jeweils eigenen Besten.

#### Begriff und Inhalt der Moral
Rescher betrachtet die Grundlagen der Moral als infallibel und zeitlich invariant; nur dasjenige, was nicht zur Grundlage gehört, unterliege zeitlichen Änderungen. Bereits durch unseren Begriff von Moralität sei diese inhaltlich grundlegend festgelegt. Eine vollkommen andere Moral ist für Rescher schon aus begrifflichen Gründen gar nicht möglich. Würden die in einer fremden Gesellschaft befolgten Normen zu weit von unseren abweichen, würden wir nicht mehr davon sprechen, dass in ihr eine andere Moral herrschen würde, sondern gar keine.
Rescher entwickelt eine normative Ethik mit einer 5-stufigen Hierarchie von Regeln, die von abstrakten, universellen Normen bis hin zu konkreten Handlungsanweisungen reicht. Das oberste Moralprinzip ist dabei die Berücksichtigung der Interessen anderer („Act with due heed of the interests of others“). Es gilt ebenso universell wie die grundlegenden Prinzipien und Werte („Basic Principles and Values“) auf der zweiten Ebene, wozu beispielsweise das Prinzip gehört, Leben, Freiheit und Entwicklungsmöglichkeiten anderer nicht unnötig einzuschränken („Do not unjustly deprive others of life, liberty or opportunity of self-development“). Ebene drei umfasst so genannte „Governing Rules“ wie das Verbot des Lügens. Erst die vierte Ebene nähert sich den konkreten Umsetzungen und beinhaltet die Formulierung allgemeiner Rahmenbedingungen, unter denen eine Handlung geboten ist; diese werden auf der fünften und letzten Stufe für den konkreten Einzelfall genauer spezifiziert.

### Sozialphilosophie und Politische Philosophie
Im Rahmen der Sozialphilosophie und Politischen Philosophie hat sich Rescher mit Fragen der Gerechtigkeit, des Egalitarismus und der Fairness sowie mit den Themenfeldern der Demokratie und ihren Entscheidungsprozeduren beschäftigt.
Methodisch enthalten Reschers Schriften dazu sowohl empirische Untersuchungen als auch begriffliche Analysen, ergänzt mit pragmatischen Aspekten.

#### Gerechtigkeit
Rescher betrachtet den Begriff der Gerechtigkeit vor allem unter dem Blickwinkel der Verteilungsgerechtigkeit. Grundsätzlich gelte es, „monistische“ Gerechtigkeitstheorien zu meiden und eine Vielfalt von Kriterien zur Verteilung von Gütern zu berücksichtigen.
Rescher kritisiert den klassischen Utilitarismus, da dieser als zentrales Gerechtigkeitskriterium den Gesamtnutzen ansetze, ohne den Aspekt der Gleichheit angemessen zu berücksichtigen.
Aber auch andere singuläre Verteilungskriterien sind seiner Ansicht nach problematisch.
Plädiere man etwa für eine Verteilung nach den persönlichen Bedürfnissen, sei zu klären, was „Bedürfnisse“ sind und ob es sich um wirkliche oder nur gefühlte Bedürfnisse handelt.
Eine alleinige Verteilung nach persönlichen Fähigkeiten sei ungerecht, da diese Gaben der Natur, also unverdient seien. Fragwürdig sei auch die Zuteilung nach Leistungskriterien mit Bezug auf die erledigte Arbeit, da eine spezifische Leistung ins Leere laufen oder gar zu moralisch schlechten Zwecken erbracht werden könnte. Setze man anstatt der Leistung das bloße Bemühen ein, stehe man vor der Schwierigkeit, dass so uneffektive oder inkompetente Personen Ansprüche auf besondere Güterzuteilung erhalten könnten. Somit verbleibe als Verteilungskriterium die Produktivität des Einzelnen, doch auch diese dürfe nur ein Verteilungskriterium unter mehreren sein.
Sofern Ungleichheiten zum relativen Vorteil aller dienen, können diese nach Rescher trotzdem – in einem weiteren Sinne – als gerecht bezeichnet werden. Eine solche Konstellation wäre etwa gegeben, wenn in einer Wohlstandsgesellschaft durch die Zunahme der zu verteilenden Güter zwar einige mehr, insgesamt aber alle davon profitierten.
Für den Fall, dass sich Güter nicht teilen lassen, sei als „Ersatz“ der Gleichverteilung die Chancengleichheit vorzusehen. Unteilbare Güter müssten so verteilt werden, dass alle Berechtigten gleiche Chancen haben, sie zu erlangen.
Auch im Falle extremer Knappheit, wo nur durch ungleiche Verteilung ein Überleben möglich ist, könne von der Idee fairer Gleichheit zu Gunsten der Chancengleichheit abgewichen werden.

#### Wohlfahrt
Rescher geht davon aus, dass es einen weitverbreiteten Common Sense darüber gibt, dass die Herstellung einer allgemeinen sozialen Wohlfahrt zu den wichtigsten Aufgaben des Staates und der Gesellschaft gehört. Details dazu führt er in seiner frühen Schrift Welfare. Social Issue in Philosophical Perspective (1972) aus, die vor allem den damaligen Zustand der USA im Fokus hat.
Grundsätzlich ist es nach Reschers Ansicht nicht Aufgabe von Staat und Gesellschaft, unmittelbar Glück („happiness“) zu erzeugen, sondern nur, diejenigen Ressourcen bereitzustellen, die nach einem breiten Konsens zur Erlangung von Glück notwendig sind.
Als grundlegende Kriterien bzw. als Merkmale des Begriffs „Wohlfahrt“ nimmt Rescher Folgendes an:
- körperliche Gesundheit (Lebenserwartung, körperlicher Zustand, Abwesenheit von Schmerz und Behinderung)
- geistige Gesundheit (Fähigkeit zur Selbstbestimmung, mentales Wohlbefinden, Zufriedenheit mit sich und der Umwelt, soziale Fähigkeiten)
- materielles Wohlergehen (Einkommen, Besitz, materielle Sicherheit)
- persönliches Vermögen (intellektuell und sozial)
- Ressourcen der Umgebung (Güter, Dienstleistungen, intakte Umwelt)

Über diese grundlegenden Kriterien hinaus zählt Rescher auch noch Rechtsgüter wie gleiche Rechte und politische sowie persönliche Freiheiten zu den Voraussetzungen von Wohlfahrt.
Ob der Zustand der Wohlfahrt erfüllt ist, ist nach Rescher eine Frage objektiver Bedingungen und nicht des subjektiven Beliebens. Die Verteilung der Ressourcen müsse daher informierten Entscheidern überlassen werden, die nach objektiven Kriterien verfahren. Rescher sieht den Staat zur Herstellung allgemeiner Wohlfahrt in der Pflicht, was aber die Eigenverantwortlichkeit nicht untergraben dürfe. Die staatliche Unterstützung müsse dabei realistisch, effektiv, rechtlich unbedenklich und sensitiv bezüglich der Rechte Einzelner vorgehen.

#### Demokratie und demokratische Verfahren
Zwar bietet für Rescher die Demokratie für die Einrichtung eines Wohlfahrtsstaates besonders günstige Bedingungen, dennoch berge sie insbesondere hinsichtlich ihrer Abstimmungsverfahren einige Probleme in sich: Minderheiten können durch die Mehrheit benachteiligt werden oder umgekehrt, Minderheiten sinnvolle Maßnahmen blockieren und Sonderinteressen gegen das Allgemeininteresse behaupten.
Zur Lösung dieser Demokratie-Probleme präferiert Rescher – im Anschluss an John Dewey – die Bürger durch zunehmend größere Beteiligung „vertrauenswürdiger“ („trustworthy“) zu machen. Deshalb sei ihr politischer Einfluss zu erweitern, indem Initiativen und Referenden gestärkt werden. Nach Rescher gibt es keinen Anlass, anzunehmen, dass bei stärkerer Beachtung des direkten Bürger-Willens die Qualität der Entscheidungen gegenüber der des Establishments zurückgehen würde. Vielmehr sei zu erwarten, dass bislang bestehende Blockaden aufgelöst werden könnten.
Als demokratisches Modell der Entscheidungsfindung weist Rescher das Konzept des Konsenses – unter anderem gegen John Rawls und Jürgen Habermas – zurück. Konsense ziehen nach seiner Ansicht teilweise problematische Resultate nach sich (wie z. B. im Nationalsozialismus) und bergen grundsätzlich die Gefahr einer Uniformierung des Denkens. In einer pluralen Welt führen divergierendes Wissen und voneinander abweichende Wertungen zwangsläufig zu Dissensen. Diese ließen sich vernünftigerweise gar nicht vermeiden und könnten zu Ideenkonkurrenz und zu besseren Resultaten für alle führen. Dissense sollten aber nicht eskalieren, da sonst eine Vergeudung von Ressourcen und eine Spaltung der Gemeinschaft drohe.
Der Dissens erfordere letztendlich ein Sichfügen unter politische Instanzen. Dies ist für Rescher jedoch unproblematisch, da auf Basis einer Kosten-Nutzen-Kalkulation grundsätzlich mit einer Zustimmung der Individuen zu rechnen sei. Bei Machtmissbrauch durch die politischen Instanzen hätten die Bürger die Option, ihre Fügsamkeit zu beenden (wie es in Osteuropa am Ende des Jahrhunderts geschehen sei).

## Ausgewählte Werke
- The Development of Arabic Logic, Pittsburgh 1964
- Essays in Philosophical Analysis, Pittsburgh 1969
- Many-Valued Logic, New York 1969
- Scientific Explanation, New York 1970
- Temporal Logic (mit Alasdair Urquhart), New York 1971
- Conceptual Idealism, Oxford 1973
- The Coherence Theory of Truth, Oxford 1973
- Methodological Pragmatism, Oxford 1977
- Peirce’s Philosophy of Science, Notre Dame, Ind. 1978
- Scientific Progress: A Philosophical Essay on the Economics of Research in Natural Science, Oxford 1978 (dt. Berlin 1981)
- Cognitive Systematization, Oxford 1979
- Induction, Pittsburgh 1980 (dt. München 1987)
- Empirical Inquiry, Totowa 1982
- The Limits of Science, Berkeley 1984 (dt. Stuttgart 1985)
- The Strife of Systems, Pittsburgh 1985
- Scientific Realism, Dordrecht 1987
- Ethical Idealism, Berkeley, Cal. 1987
- Rationality. A Philosophical Inquiry into the Nature and Rationale of Reason, Oxford 1988 (dt. Würzburg 1993)
- A Useful Inheritance: Evolutionary Epistemology in Philosophical Perspective, Lanham, Md. 1989
- Moral Absolutes, New York 1989
- Human Interests – Reflections on Philosophical Anthropology, Stanford 1990
- G. W. Leibniz's Monadology – An Edition for Students, Pittsburgh 1991
- A System of Pragmatic Idealism, 3 Bde. Princeton, N.J. 1992–94
- Pluralism: Against the Demand for Consensus, Oxford 1993
- Philosophical Standardism, Pittsburgh 1994
- Luck: The Brilliant Randomness of Everyday Life, New York 1995 (dt. Berlin 1996)
- Process Metaphysics. An Introduction to Process Philosophy, Albany, N.Y. 1996
- Instructive Journey, Lanham 1996
- Objectivity, Notre Dame 1997
- Complexity, New Brunswick 1998
- The Limits of Science, Pittsburgh 1999 (Neuauflage von 1984)
- Kant and the Reach of Reason, Cambridge 1999
- Process Philosophy: A Survey of Basic Issues, Pittsburg 2000
- Realistic Pragmatism, Albany, N.Y. 2000
- Nature and Understanding – The Metaphysics and Method of Science, Oxford 2000
- Cognitive Pragmatism, Pittsburg 2001
- Philosophical Reasoning, Malden/Oxford 2001
- Epistemology: On the Scope and Limits of Knowledge, Albany, N.Y., 2003
- Reason and Reality, Lanham 2005
- Realism and Pragmatic Epistemology, Pittsburg 2005
- Cognitive Harmony, Pittsburg 2005
- Metaphysics – The Key Issues from a Realistic Perspective, New York 2006
- Presumption and the Practices of Tentative Cognition, Cambridge 2006
- Dialectics, Frankfurt 2007
- Error, Pittsburg 2007
- Free Will, 2. Aufl., New Brunswick 2009
- Unknowability, Lanham 2009
- Finitude, Heusenstamm 2010
- Reality and Its Appearance, London/New York 2010
- On Leibniz, expanded edition, Pittsburg 2013
- A Journey through Philosophy in 101 Anecdotes, Pittsburg 2015
- Concept Audits: A Philosophical Method, Lanham 2016
- Pragmatism in Philosophical Inquiry, Dordrecht 2016